# Paul Masson-Oursel
Paul Masson-Oursel (París, 5 de septiembre de 1882 - ibídem, 18 de marzo de 1956) fue un orientalista y filósofo francés, pionero de la filosofía comparada y de los modernos estudios hinduistas. Fue profesor de la École Pratique des Hautes Études.

## Biografía
Masson-Oursel fue un estudiante de Lucien Lévy-Bruhl. La Philosophie Comparée, su tesis doctoral en La Sorbona, trató de aplicar el positivismo de Auguste Comte y un método comparativo que identificase analogías entre las filosofías de Europa, India y China. Masson-Oursel argumentó que "la filosofía no puede alcanzar un carácter definitivo mientras sus investigaciones estén restringidas al pensamiento de nuestra propia civilización", ya que "ninguna filosofía tiene el derecho de presentarse como co-extensiva con la mente humana".

## Obra

### Libros
- Doctrines et méthodes psychologiques de l'Inde. París, 1921.
- Esquisse d'une histoire de la philosophie indienne.  Geuthner, París, 1923.
- La philosophie comparée. Alcan, París 1923. (Translated as Comparative Philosophy, London 1926)
- L'Inde antique et la civilisation indienne (en collaboration avec Philippe Stern et Mme de Willman-Grabowska). Albin Michel, París, 1933.
- La philosophie en Orient. París, 1938.
- Les philosophies orientales. París, 1940, Actualités scientifiques et industrielles.
- Le fait métaphysique. PUF, París, 1941.
- Romain Rolland, ami de l'Inde. Genève, 1945.
- La pensée en Orient. París, 1949.
- Le yoga. Collection «Que sais-je?» n°643, PUF, 1954.
- L'Invention humaine. Technique, morale, science. Leurs rapports au cours de l'évolution. (en collaboration avec BOURBIER F., CHALUS P.) Centre international de synthèse, París, Albin Michel, 1954.
- La morale et l'histoire. París, 1955.

### Artículos
- Objet et méthode de la philosophie comparée. RMM, juillet 1911.
- Esquisse d'une théorie comparée du Sorite. RMM, XX, 6, novembre 1912,  810-824.
- Les trois corps du Bouddha. Journal asiatique, mai 1913.
- Sur la signification du mot yoga. RHR 1913, 1-5
- Traduction de Yin Wen-Tseu. Toung Pao, 2e série, XV, 5, décembre 1914, 68 p.
- Traduction du Yuan Jen-Louen, Traité sur l'origine de l'homme, de Tsong mi. Journal asiatique, 1915,  267-354.
- Essai d'interprétation de la Théorie boudhdique des douze conditions. RHR, janvier 1915, XXXI, 1-2.
- La sophistique. RMM, 1916,  343-362.
- La démonstration confucéenne. RHR, 1916.
- Études de logique comparées. Évolution de la logique indienne. RP 83, 1917, 453-469.
- Études de logique comparée. Confrontations et analyse comparative. RP 85, 1918, 148-166.
- La scholastique. RP, juillet 1920.
- Bibliographie sommaire de l'Indianisme. Isis, n.º 8, 1920.
- Doctrines et méthodes psychologiques de l'Inde. Journal de Psychologie, 15 juillet 1921, 529- 547.
- De l'utilisation de la méthode comparative comme critère de la positivité des faits psychologiques. Journal de Psychologie, XIX, 3, 1922, 270-287.
- Les doctrines indiennes de physiologie mystique. Journal de Psychologie, XIX, 4, 1922,  322-335.
- L'atomisme indienne, RP 99, 1925, 342-368.
- Art et scolastique. Journal de Psychologie, XXIII, 1-3 (numéro sur l'Art et la Pensée), 1926, 77-82.
- Y a-t-il des équivalents indiens à mettre en parallèle avec les faits ou doctrines de l'Occident relatifs à l'extase et à l'intuition intellectuelle ? Journal de Psychologie, 1926, XXIII, 8.
- Notes sur l'esthétique indienne. À propos d'un article de H. Oldenberg. Revue des Arts Asiatiques, 1926, 34-36.
- Les techniques orientales de la concentration.  Journal de Psychologie, XXIV, 1, 1927,  87-92.
- Les objections des Orientaux contre notre critique historique. R. H. Ph. 1927.
- Les traits essentiels de la psychologie indienne. RP 105, 1928, 418-429.
- La spécificité de la psychologie indienne.  Annuaire de l'École pratique des Hautes Études (Sciences religieuses), 1928, 3-16.
- Foi bouddhique et foi chrétienne. Jubilé Alfred Loisy, Congrès d'histoire du christianisme, III, Publié sous la direction de P.-L. Couchoud, París, Les Editions Rieder, Ámsterdam, Van Holkema & Warendorf, 1928, 12–14.
- Les images selon la pensée indienne. Journal de Psychologie, 1929, 790-796.
- Les aspects dynamiques du verbe être en sanskrit et leur influence sur la psychologie de Inde. Journal de Psychologie,  XXVII, 1930, 259-261.
- La notion indienne de liberté. Revue d'Histoire de la Philosophie, avril-juin 1930, 105-114.
- Die Atomistische Auffassung des Zeit. A. G. Ph, 1931.
- Das Samsara. Forum philosophicum, 1931.
- Une méthode métaphysique : l'inversion. Recherches philosophiques, I, 1932, 229-234.
- L'utilisation des tests à la gymnastique mentale. — A. F. A. S., 53e Session, Le Havre,  634-635.
- La pensée rebours dans l’lnde antique. Journal de Psychologie, XXIX, 1932, 585-587.
- Sémantique et métaphysique : la notion indienne de transcendance d'après l'emploi de trois préfixes sanscrits. Recherches philosophiques, II, 1932-1933, 183-189.
- Trois préfixes sanscrits connotant le dépassement. Journal asiatique, juillet 1933, 181.
- L'Illimité selon le germanisme et selon l'Inde. Recherches philosophiques, III, 1933-1934.
- La psychologie de l'intelligence et la linguistique (Discussion : Marcel Mauss, Paul Masson-Oursel, Joseph Vendryes).  B. S. fr. Ph., XXXIV, 1934, 1-39.
- L'autonomie spirituelle selon la pensée indienne. ISCRL, 141-144.
- Vers une psychologie dynamique : la perspective temporelle. Recherches philosophiques, IV, 1934-1935, 314-320.
- La notion indienne de méthode. Congrès Descartes V, 1937, 74-76.
- L'Inde a-t-elle fait une psychologie ? Scientia 61, 1937, 222-225.
- La psychologie contemporaine occidentale et les conditions d'intelligence de la pensée indienne. Journal de Psychologie, 34, 1937, 152-153.
- Traduction de la Kathaka Upanisad. Mesures, 1937.
- Die indische Auffassung der psychologischen Gegebenheiten. EJ 5, 1937-38, 79-91.
- Disciples ou élèves de Lucien Lévy-Bruhl. Revue philosophique de la France et de l'étranger, 64 (127), 1939.
- Fils du  Ciel, fils de Dieu. N. R. F., 1938.
- Lucien Lévy-Bruhl (1857–1939). Revue de Synthèse, Volume 4, Number 1, décembre 1939, 113-115.
- Imagination, idéation. Journal de psychologie, janvier-mars 1940-1941.
- Le ciel dans l'Histoire et dans la science. 1941, 8ème Semaine de Synthèse.
- Mystique et logique chez Henri Bergson. Etudes bergsoniennes, 1942, 55-61.
- La vertu psychologique du langage. Science, langage, connaissance, II, 1944.
- Les Religions de l'Inde, les Religions de l'Iran. Histoire générale des Religions de M. Gorce et R. Mortier, 1945.
- Henri Maspero [1883-1945]. Annuaire 1945-1946 et 1946-1947, EPHE, Section des sciences religieuses.
- L'origine de l'énergie. 12ème Semaine de Synthèse, 1946, 13-32.
- La Grande Déesse. Psyché, N° 8, Juin 1947, 707-710.
- L'âme selon les Hindoues modernes. Psyché, II.3, 1947, 29-32
- L'homme des civilisations orientales. Rencontre internationales de Génève : Pour un nouvel humanisme, Neufchâtel, 1948, 68-93.
- Gandhi assassiné. Psyché, n°15, janvier 1948.
- Gandhi, homme divin. La Nef, N° 40, mars 1948.
- L'espace et le temps dans l'Inde. Cahiers du Sud, 1949, 194.
- Témoignages sur le "Philosophie bantoue" du Père Tempels. Présence africaine, 1949,  n°7, 268.
- L'Inde entre dans l'espace et le temps. Politique étrangère, 1950, volume  15, n° 5-6,  493-497.
- Le domaine réservé, parapsychologie. In Valeur philosophique de la psychologie, treizième semaine de synthèse. PUF, Centre International de Synthèse, 1951.
- Lumières de la raison, profondeurs de la conscience.  La Revue Métapsychique, Juillet -Août-Septembre 1951, n°15.
- La connaissance  scientifique de l'Asie en France depuis 1900 et les variétés de l'orientalisme. Revue Philosophique, 1953, 342-359.
- L'idée d'infini dans l'Inde et en Chine. Revue de synthèse, janvier-juin 1954, 21.
- Les religions de l'Inde. Histoire des religions de M. Brillant et R. Aigrain, 1954.

### Prefacios
- Marqués-Rivière Jean. Amulettes, talismans et pantacles dans les traditions orientales et occidentales. Bibliothèque historique. París, Payot, 1938, 370 p., in-8°.
- Simecek F. L. Masque et visage : architecture de l'esprit.  Editions nouvelles, 1947.
- Petit-Dutaillis Yves et Mulla Mani. L'Inde dans le monde. Payot, 1951.
- Vivekananda Swami. Jnana-Yoga.  (Traduit de l'anglais par Jean Herbert, avec lettre de Romain Rolland). París, Albin Michel, 1948.

## Edición en español
- La Filosofía Comparada, ed. de F.M. Pérez Herranz y A.J. López Cruces, Madrid, Colección Libros del Instituto Juan Andrés, Editorial Casimiro, 2018. ISBN 978-84-946603-6-8.